# Karine Thomas
Karine Thomas, född 14 januari 1989, är en kanadensisk konstsimmare.
Thomas tog guld i lagtävlingen i konstsim vid Panamerikanska spelen 2011. Vid Panamerikanska spelen 2015 i Toronto tog Thomas guld i både duett och lagtävlan. Hon har även tagit brons i lagtävlingen i kombination vid Världsmästerskapen i simsport 2009 och 2011.
Thomas tävlade för Kanada vid olympiska sommarspelen 2012 i London, där hon var en del av Kanadas lag som slutade på 4:e plats i lagtävlingen. Vid olympiska sommarspelen 2016 i Rio de Janeiro slutade hon på 7:e plats tillsammans med Jacqueline Simoneau i duett.